# Murrbäder Backnang Wonnemar
Die Murrbäder Backnang Wonnemar sind ein öffentliches Freizeitbad in Backnang, das aus einer Kombination aus Hallenbad, Freibad und Saunalandschaft besteht. Es befindet sich im Osten der Stadt nahe dem namensgebenden Fluss Murr.

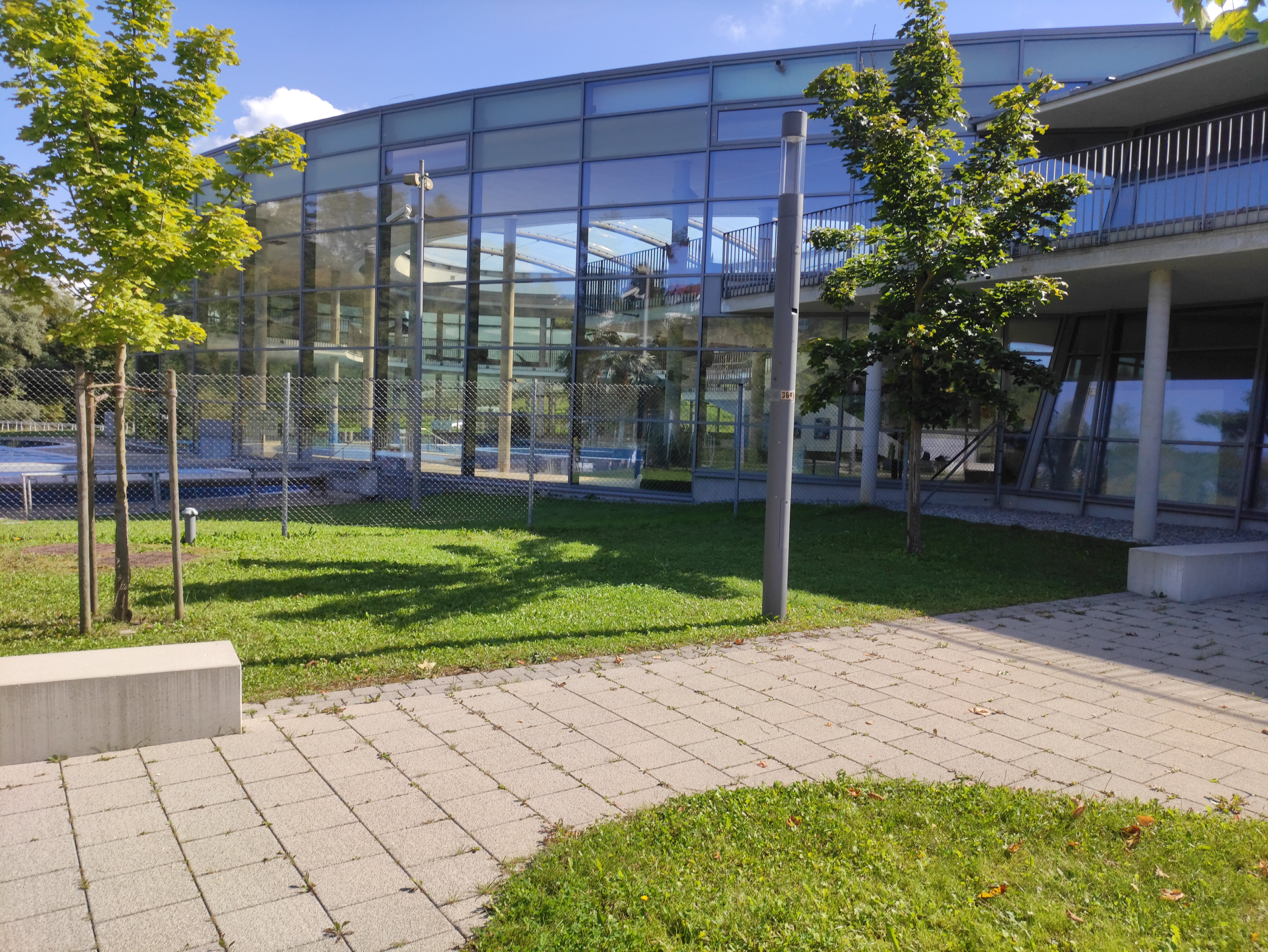
Außenansicht vom Eingangsbereich

## Geschichte
Das später in die Murrbäder Backnang Wonnemar eingebundene Mineralfreibad wurde am 15. Juni 1930 eröffnet.
Entworfen wurde das Wonnemar von dem Architekten Peter de Wit.
Das Wonnemar war mit rund 18,5 Mio. EUR Baukosten das teuerste Einzelprojekt in der Geschichte der Stadt Backnang.
Um die Namensgebung des neuen Bades gab es in Backnang bis 2012 eine politische Diskussion. Nicht alle Parteien trugen anfangs die Aufnahme der Wonnemar-Gruppe in den Namen mit. Über den Namen des Bades wurde im Mai 2012 im Backnanger Gemeinderat abgestimmt.
Die Bauarbeiten begannen im April 2011, erbaut wurde das Wonnemar innerhalb von rund 19 Monaten und am 10. Dezember 2012 eröffnet. Es ersetzt das alte, 1965 eröffnete Hallenbad in der Annonaystraße, das 2012 geschlossen wurde und inzwischen abgerissen wurde.

## Beschreibung
Die Gesamtfläche der Murrbäder Backnang Wonnemar beträgt 6.300 m². Die Gesamtwasserfläche beträgt 3.696 m².
- Hallenbad mit 939 m² Gesamtwasserfläche:
  - 25-Meter-Schwimmerbecken mit sechs Schwimmbahnen
  - Lehrschwimmbecken
  - Nichtschwimmer-/Erlebnisbecken mit Massagedüsen, Nackenduschen, Bodensprudler, Sprudelliegen, Wellenbad, Strömungskanal
  - Warmsprudelbecken
  - Planschbereich mit Kinderrutsche, Wasserspielen, Kinderspritzdüsen, Babymulde
  - Mineralsole-Außenbecken mit Nackenduschen, Bodensprudlern, Massagedüsen, Sprudelliegen
  - Röhrenrutsche Black Hole (Länge 70 m)[12]

- Mineralfreibad:
  - 50-Meter-Schwimmerbecken mit Sprungturm
  - Nichtschwimmerbecken
  - Planschbereich
  - Rutschen: Freirutsche, Freefall-Rutsche, Breitrutsche[12]
  - Basketballplatz
  - Beachvolleyballfelder

- Saunalandschaft:
  - Biosauna
  - Finnische Aufgusssauna
  - Warmbecken
  - Kaltwasseranwendung/Kneipptretbecken
  - Dampfbad
  - Kälteraum
  - Infrarotkabine
  - Solarium
  - Spa-Bereich; Massagen und Anwendungen
  - Saunagarten mit Aufgusssauna, Erdsauna, Kalttauchbecken mit Naturteich
  - Ruheräume

- Gastronomie

Die Murrbäder Backnang Wonnemar werden als Teil der Wonnemar Erlebnisbäder von der der Stuttgarter InterSPA Gruppe betrieben, die auch als Bauherr aufgetreten ist. Das Hallenbad und die Saunalandschaft haben ganzjährig, das Freibad nur im Sommerhalbjahr geöffnet.
Das Wonnemar beschäftigt 45 Mitarbeiter.
Durch die 2012 neu eingerichtete Bushaltestelle Murrbäder ist das Wonnemar an den öffentlichen Personennahverkehr angebunden.

## Besucherzahlen
Im ersten Jahr nach Eröffnung des Wonnemar kamen in das Hallenbad und in die Saunalandschaft rund 215.000 Besucher. Zusätzlich besuchten rund 121.000 Gäste das Freibad.
Die Saunalandschaft alleine besuchten im ersten Jahr rund 64.000 Gäste.

## Sonstiges
Das Wonnemar ist Trainingsstätte der Abteilung Schwimmen der TSG Backnang. Die Wasserballer der TSG tragen ihre Heimspiele im Wonnemar aus.
Der Triathlon Club Backnang verwendet das Wonnemar ebenfalls als Trainingsstätte.
Das Wonnemar wird auch als Veranstaltungsstätte für Konzerte benutzt.